# Section Peak
Der Section Peak ist ein kleiner und dennoch markanter Hügel aus Sandstein im ostantarktischen Viktorialand. Er ragt am nördlichen Ende der Lichen Hills auf.
Wissenschaftler einer von 1962 bis 1963 durchgeführten Kampagne der New Zealand Geological Survey Antarctic Expedition kartierten und benannten ihn. Namensgebend ist der Umstand, dass der Hügel eine der wenigen sichtbaren Banken (englisch stratigraphic section) aus Sedimentgestein in diesem Gebiet aufweist.